# Rotary (motorfiets)
Rotary is een historisch merk van motorfietsen die werden geproduceerd door de Rotary Mfg. Co. Ltd., in Tokio.
Japans merk dat omstreeks 1953 begon met de bouw van motorfietsen. Het waren moderne 124 cc tweetakten. De productie werd in 1961 beëindigd.